# NGC 2741
NGC 2741 é uma galáxia lenticular (S0) localizada na direcção da constelação de Cancer. Possui uma declinação de +18° 15' 38" e uma ascensão recta de 9 horas, 03 minutos e 16,5 segundos.
A galáxia NGC 2741 foi descoberta em 28 de Março de 1864 por Albert Marth.